# أصلة الشجر الخضراء
أصلة الشجر الخضراء (الاسم العلمي: Morelia viridis) هو نوع من الثعابين يتبع فصيلة الأصليات. موطنه غينيا الجديدة، وبعض الجزر في إندونيسيا، وشبه جزيرة كيب يورك في أستراليا. وصف هيرمان شليغل هذا الثعبان لأول مرة في عام 1872، وكان معروفًا لسنوات عديدة باسم Chondropython viridis. كما يوحي اسمه الشائع، فهو ثعبان أخضر ساطع يمكن أن يصل طوله الإجمالي (بما في ذلك الذيل) إلى 2 م ووزنه إلى 1.6 كغ والإناث أكبر قليلاً وأثقل من الذكور. تعيش أصلة الشجر الخضراء عمومًا في الأشجار، ويصطاد ويأكل الزواحف والثدييات الصغيرة أساسًا. إنه حيوان أليف مشهور، وقد عانت أعداد كبيرة منه في البرية من عمليات تهريب واسعة النطاق لأصلات الشجر الخضراء التي تُصطاد من البرية في إندونيسيا. على الرغم من ذلك، صُنِّفت أصلة الشجر الخضراء على أنها نوع غير مهدد في القائمة الحمراء للأنواع المهددة بالانقراض الصادرة عن الاتحاد الدولي لحفظ الطبيعة.